# Nikos Staurou
Nikos Staurou (in greco: Νίκος Σταύρου; 2 aprile 1971) è un ex calciatore cipriota, di ruolo difensore.

## Carriera

### Club
Ha giocato nella massima serie cipriota.

### Nazionale
Ha esordito con la Nazionale cipriota nel 2001, disputando un solo incontro.